# Миклашевський Андрій Михайлович (1801—1895)
Миклашевський Андрій Михайлович (*1801 — ⁣1895) — український поміщик, меценат, засновник першої на Лівобережній Україні порцелянової мануфактури. Рідний дід Гетьмана України Павла Скоропадського.

## Життєпис

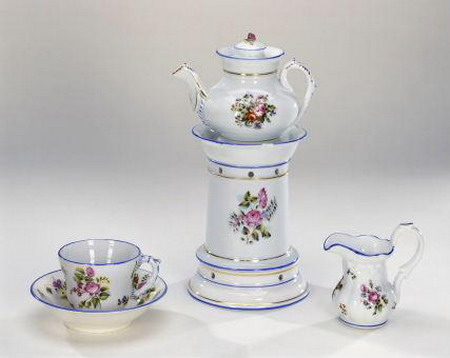
Вироби мануфактури Миклашевського

Походив зі старовинного козацького, старшинського роду Миклашевських. Народився у 1801 році у с. Ярославець Глухівського повіту, Малоросійської губернії (тепер територія Кролевецького району, Сумської області). Андрій Михайлович виховувався в Імператорському Царськосельському пансіоні. З 1819 року — корнет Охтирського гусарського полку, з 1821 року — поручник, з 1824 року — штабсротмістр у відставці.
З 1836 року мешкав в родовому маєтку в с. Волокитине, де збудував першу на Лівобережній Україні порцелянову мануфактуру (1839—1862). Першу офіційну нагороду — велику Срібну медаль — отримав у 1839 році на промисловій виставці в Санкт-Петербурзі. У 1849 році отримав Золоту медаль столичної виставки за декоративні вази. На виставці 1851 року у м. Кролевець відзначений поліхромним живописом на порцеляні.
У 1857 році на кошти Андрія Миклашевського у садибі (с. Волокитине) споруджено Покровську церкву з унікальним порцеляновим іконостасом (не зберігся). У 1875 році в маєтку збудовано так званні Золоті ворота в англо-готичному стилі, які нині входять до реєстру унікальних архітектурних пам'яток України. Помер Андрій Миклашевський у 1895 році.

## Сім'я
Андрій Миклашевський був одружений з Дарією Олександрівною Олсуф'євою (1818—1848). Діти:
- Марія (1839—1900) — дружина Петра Івановича Скоропадського (1834—1885). Їх діти: Єлизавета, Михайло, Павло.
- Олександра (1846—1929) — статс-дама імператриці Марії Федорівни та обер-гофмейстерина великої княгині Єлизавети Федорівни. Вийшла заміж за свого кузена графа Олексія Васильовича Олсуф'єва. Мала двох синів — Андрія та Василя (1872—1924).

Один з онуків:
- Скоропадський Павло Петрович (1873—1945). Офіцер армії Російської імперії. Учасник російсько-японської та Першої світової війни. Гетьман Української Держави (29 квітня — 14 грудня 1918). У дитинстві часто відвідував садибу свого діда у с. Волокитине[4].

## Галерея

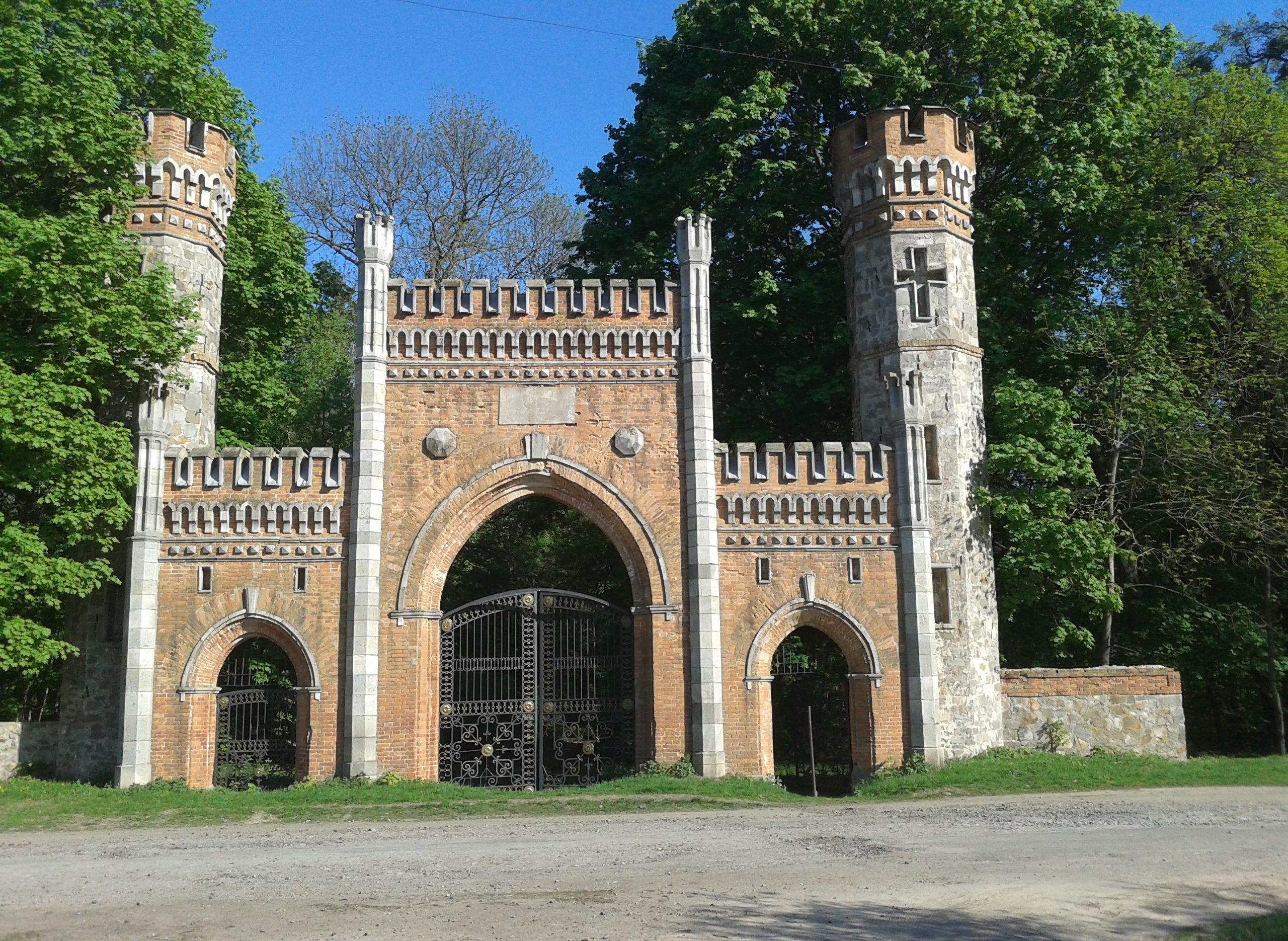
Золоті ворота в англо-готичному стилі, с. Волокитине.
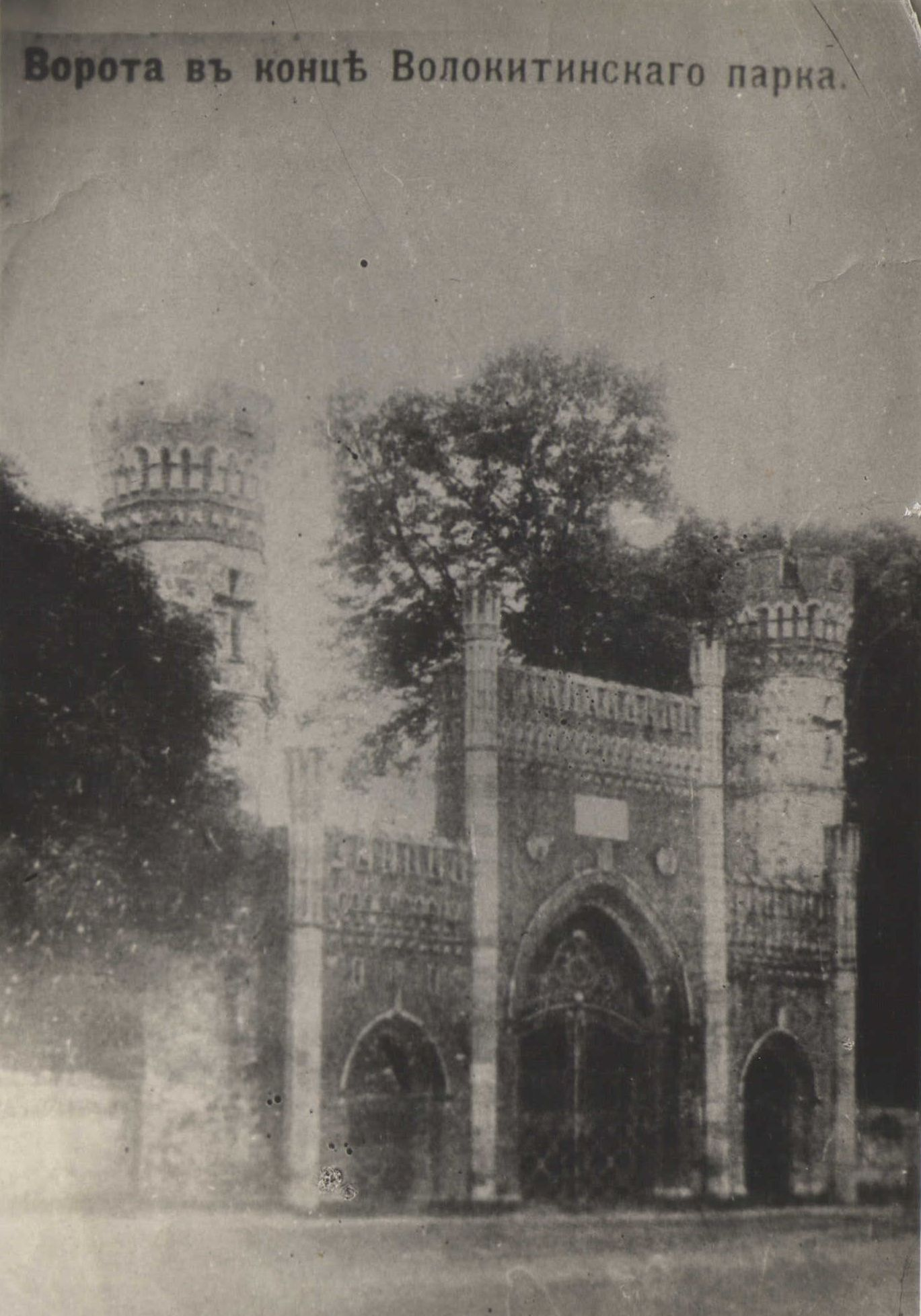
Золоті ворота в англо-готичному стилі, с. Волокитине. Фото кінця ХІХ ст.
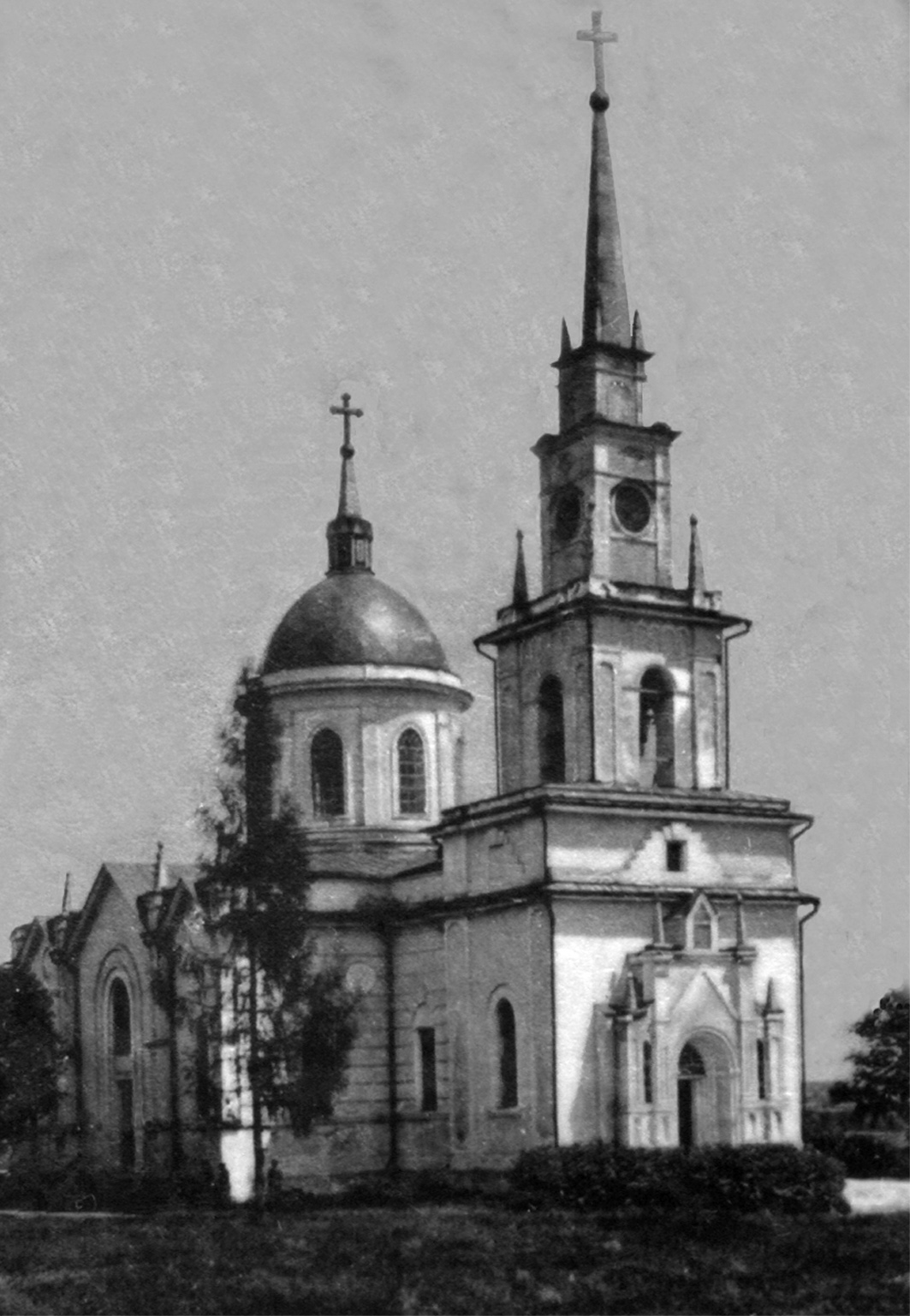
Покровська церква у с. Волокитине. Фото кінця ХІХ ст.
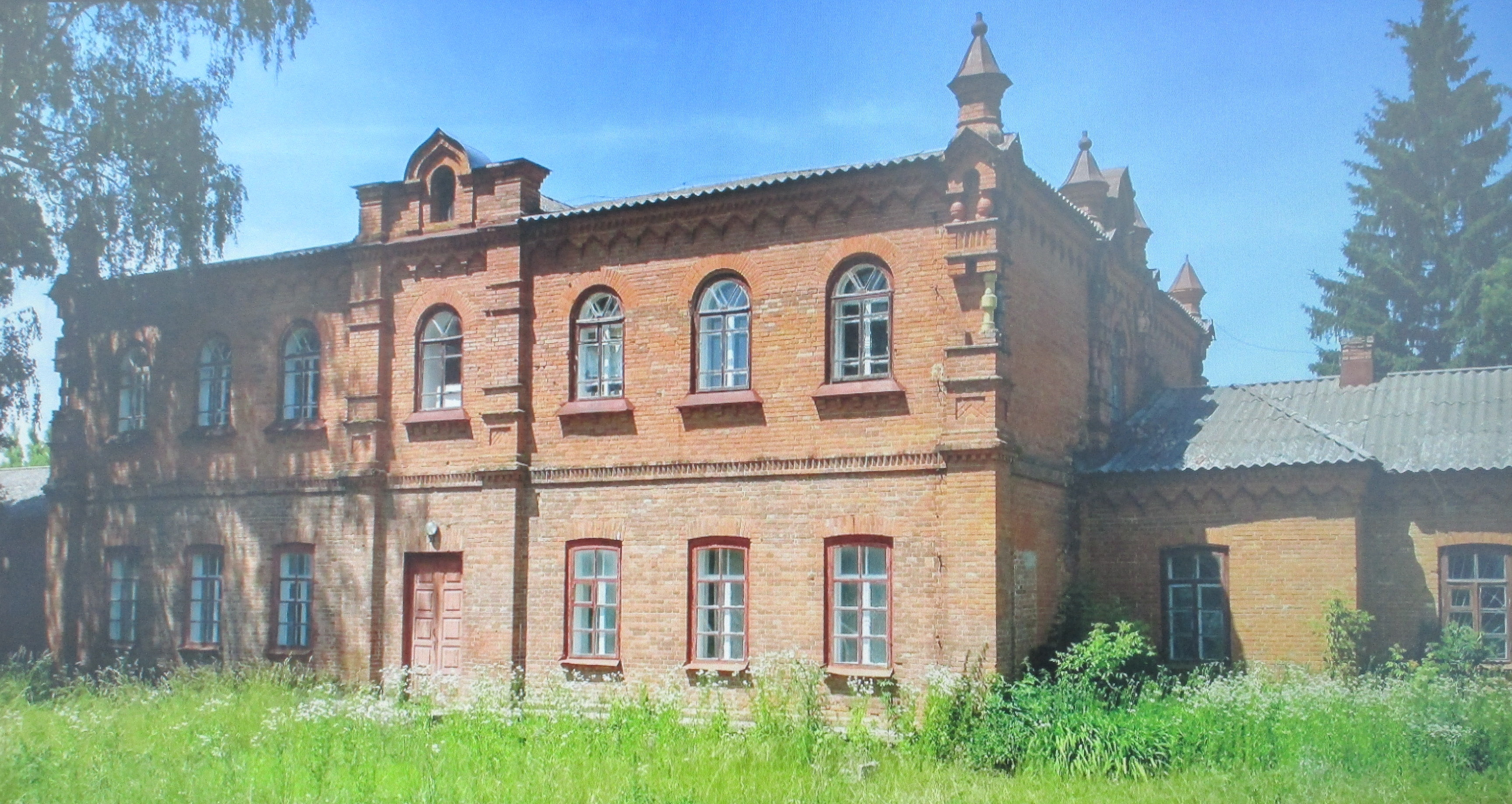
Будівля порцелянової мануфактури Миклашевського А. М. у с. Волокитине.
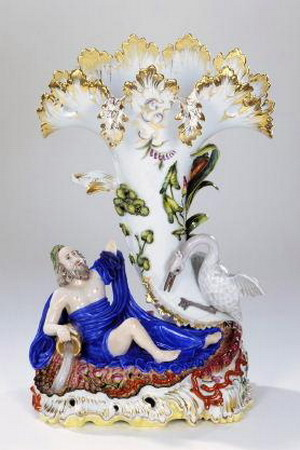
Вироби порцелянової мануфактури Миклашевського: Ваза з алегорією річкового бога.
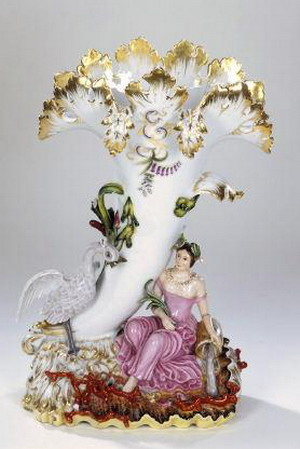
Вироби порцелянової мануфактури Миклашевського: Ваза з богинею Церерою.